# Androklos (Sohn des Kodros)
Androklos (altgriechisch Ἄνδροκλος Ándroklos), ein Sohn des Kodros, ist in der griechischen Mythologie der Erbauer und König der Stadt Ephesos.
Nachdem Kodros, der König von Attika, getötet worden war, kam es zu Thronstreitigkeiten zwischen seinen Söhnen. Die Eupatriden nutzten die Gelegenheit und beendeten die Monarchie. Androklos verließ mit Siedlern Attika und zog mit ihnen nach Ionien, einer an der Westküste Kleinasiens gelegenen Landschaft. Diese Rolle des Führers des attischen Kolonistenzuges nach Ionien wird ihm vom im 6. Jahrhundert v. Chr. lebenden Genealogen Pherekydes von Athen zugeschrieben, während der um 400 v. Chr. schreibende Historiker Hellanikos von Lesbos an seiner Stelle einen anderen Sohn des Kodros, Neleus, nennt. In Ionien gründete Androkles Ephesos. Die Einwanderer vertrieben die einheimischen Stämme der Karer, Leleger und Lyder. Da Androklos fürchtete, die Samier würden sich mit den Karern verbünden, eroberte er auch das gegenüberliegende Samos und vertrieb Leogoras, Sohn des Prokles, den König von Samos. Nach zehn Jahren konnte Leogoras jedoch zurückkehren.
Als Karer gegen die Stadt Priene zu Felde zogen, kam Androklos ihnen zu Hilfe. Der Angriff konnte zwar abgewehrt werden, jedoch kam Androklos ums Leben und wurde in Ephesos am Weg, der zum Olympieion führte, bestattet. Sein angebliches Grabmal war mit der Statue eines bewaffneten Krieges geschmückt und zur Zeit des Reiseschriftstellers Pausanias (2. Jahrhundert n. Chr.) noch besichtigbar. Das Königsgeschlecht in Ephesos, dessen Angehörige nach ihm als Androkleiden bezeichnet worden sein sollen, verehrten ihn als ihren Ahnherrn.